# 分子植物
《分子植物》(ISSN 1674-2052，在线ISSN 1752-9867，Molecular Plant)是由中科院上海生科院植物生理生态研究所和中国植物生理学会共同主办的一份分子植物学方面的学术期刊，2008年创刊。由《植物生理与分子生物学学报》改办。